# Chiara Banchini
Chiara Banchini (Lugano, 1946) es una violinista y directora de orquesta suiza. Se trata de una especialista en música barroca, involucrada en el movimiento de interpretación historicista cuyo objetivo es hacer versiones históricamente informadas de las piezas musicales antiguas.

## Biografía
Banchini nació en 1946 en Lugano, Suiza. Se graduó en el Conservatorio de Ginebra, más tarde estudió con Sandor Vegh y después se formó en violín barroco en el Real Conservatorio de La Haya con Sigiswald Kuijken. Posteriormente impartió docencia en el Centro para Música Antigua en Ginebra y empezó su carrera como intérprete solista.
En 1981 se trasladó desde Ginebra a la Schola Cantorum Basiliensis en Basilea, donde formó Ensemble 415, una agrupación de intérpretes de música barroca, que se disolvió en enero de 2012. El conjunto tomó su nombre de una afinación común en el Barroco. Las grabaciones del ensamble de los conciertos de Arcangelo Corelli para el sello Harmonia Mundi supuso un éxito comercial en 1992, así como su grabación de 1996 del Stabat Mater de Antonio Vivaldi. Asimismo, Banchini ha grabado para Erato, Virgin, Accent, Astreé y Zig-Zag Territories.
El violín con el que realiza sus interpretaciones fue construido por Nicolò Amati en 1674.